# Sîvakivți, Lîpoveț
Sîvakivți (în ucraineană Сиваківці) este localitatea de reședință a comunei Sîvakivți din raionul Lîpoveț, regiunea Vinnița, Ucraina.

## Demografie
Componența lingvistică a localității Sîvakivți
     Ucraineană (99,37%)
     Alte limbi (0,63%)
Conform recensământului din 2001, majoritatea populației localității Sîvakivți era vorbitoare de ucraineană (99,37%), existând în minoritate și vorbitori de alte limbi.